# Zrazkove, Oleksandria
Zrazkove (în ucraineană Зразкове) este un sat în comuna Dobronadiivka din raionul Oleksandria, regiunea Kirovohrad, Ucraina.

## Demografie
Componența lingvistică a localității Zrazkove
     Ucraineană (100%)
Conform recensământului din 2001, toată populația localității Zrazkove era vorbitoare de ucraineană (100%).